# Isztambul Park

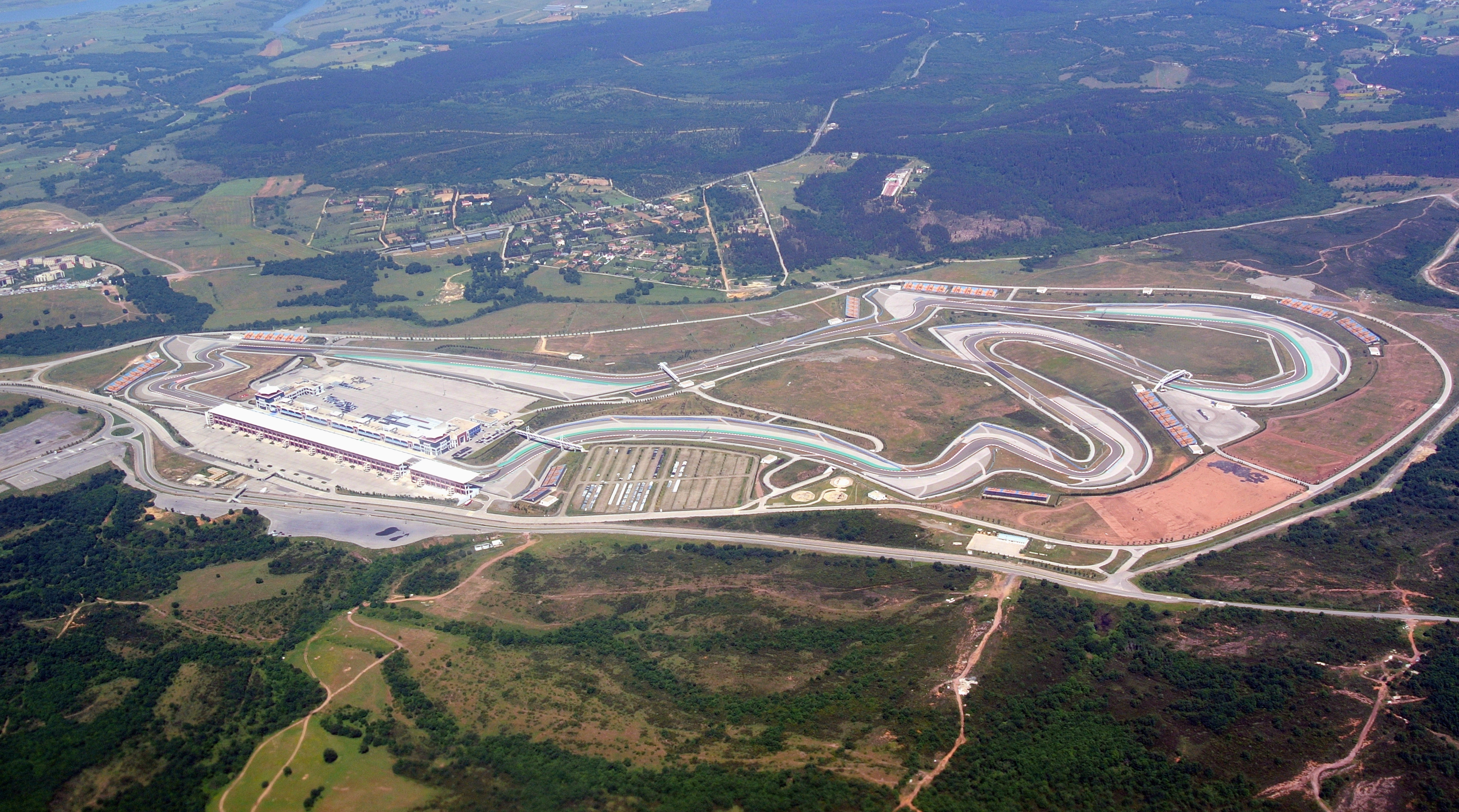
Isztambul Park

Az Isztambul Park egy autóversenypálya az isztambuli Kurtköy városrészben, Tuzla körzetben, Törökországban. A pálya 2005 és 2011 között adott otthont a török nagydíjnak.
A pályát a német Hermann Tilke tervezte. A létesítmény területe 2 000 000 m², építése körülbelül 150 millió dollárba került. A pályán 155 ezer ülőhely van, ebből 30 ezer a főtribünön.
A pálya hossza 5,333 km, szélessége 14 métertől 21,5 méterig terjed. 14 kanyar, és négy egyenes van rajta. A leghosszabb egyenes 720 méter hosszú. Különlegessége, hogy a legtöbb pályával ellentétben itt az óra járásával ellentétesen haladnak a versenyzők.
A Formula–1-es pálya mellett található egy Gokart-pálya is.

## Győztesek

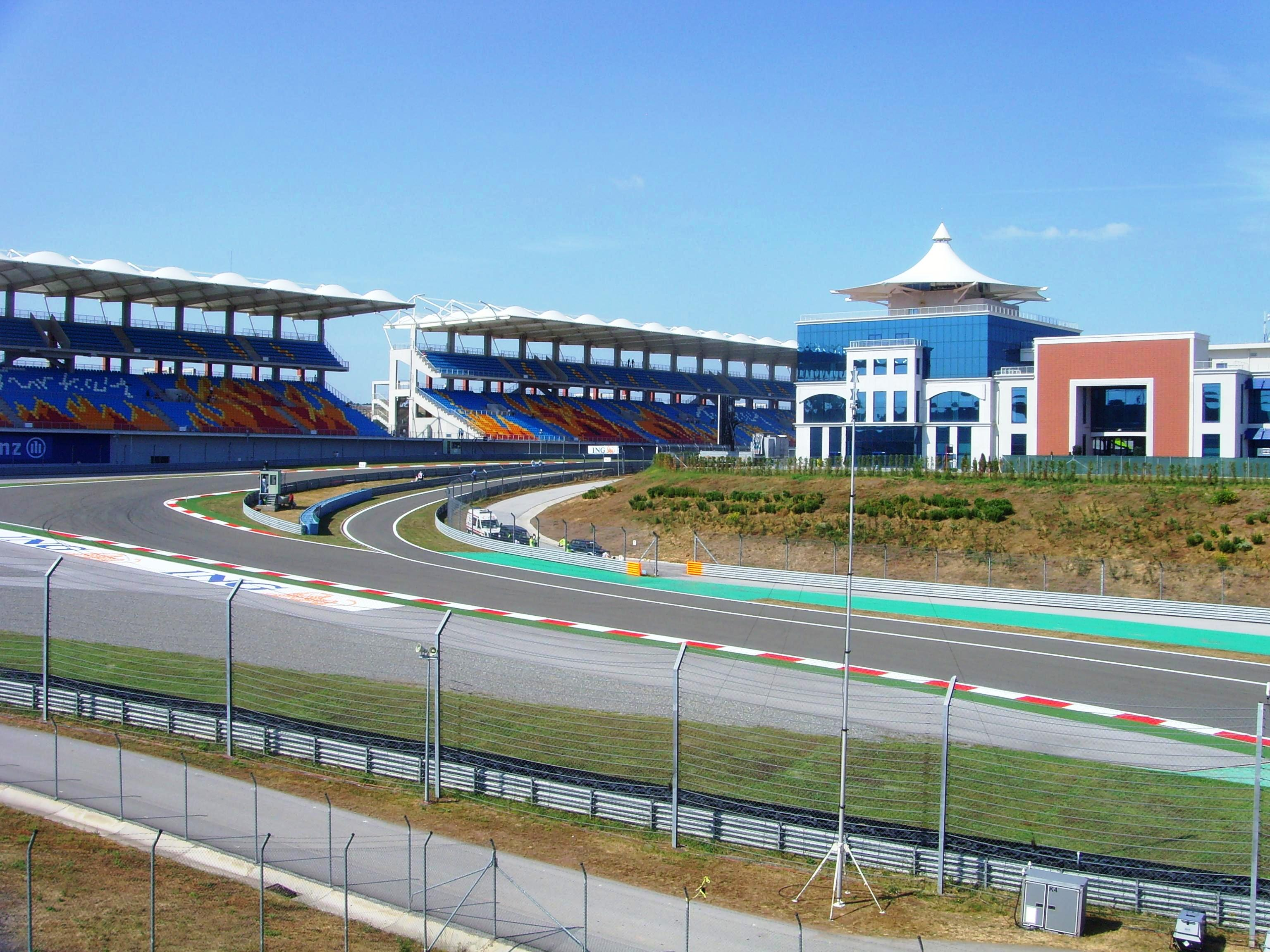
Az 1. kanyar

### Formula 1
| Év   | Versenyző        | Konstruktőr      | Riport |
| ---- | ---------------- | ---------------- | ------ |
| 2021 | Valtteri Bottas  | Mercedes         | Riport |
| 2020 | Lewis Hamilton   | Mercedes         | Riport |
| 2011 | Sebastian Vettel | Red Bull Racing  | Riport |
| 2010 | Lewis Hamilton   | McLaren-Mercedes | Riport |
| 2009 | Jenson Button    | Brawn-Mercedes   | Riport |
| 2008 | Felipe Massa     | Ferrari          | Riport |
| 2007 | Felipe Massa     | Ferrari          | Riport |
| 2006 | Felipe Massa     | Ferrari          | Riport |
| 2005 | Kimi Räikkönen   | McLaren-Mercedes | Riport |

### MotoGP
| Év   | Helyszín       | 125 cc                  | 250 cc                   | MotoGP                 |
| ---- | -------------- | ----------------------- | ------------------------ | ---------------------- |
| 2007 | Isztambul Park | Simone Corsi (Aprilia)  | Andrea Dovizioso (Honda) | Casey Stoner (Ducati)  |
| 2006 | Isztambul Park | Héctor Faubel (Aprilia) | Aojama Hirosi (Honda)    | Marco Melandri (Honda) |
| 2005 | Isztambul Park | Mike di Meglio (Honda)  | Casey Stoner (Aprilia)   | Marco Melandri (Honda) |

### WTCC
| Év   | Versenyző                        | Csapat     | Helyszín       |
| ---- | -------------------------------- | ---------- | -------------- |
| 2006 | 1. verseny : Alex Zanardi        | BMW        | Isztambul Park |
| 2006 | 2. verseny : Gabriele Tarquini   | SEAT       | Isztambul Park |
| 2005 | 1. verseny : Fabrizio Giovanardi | Alfa Romeo | Isztambul Park |
| 2005 | 2. verseny : Gabriele Tarquini   | Alfa Romeo | Isztambul Park |

### DTM
| Év   | Helyszín       | Versenyző    | Csapat       |
| ---- | -------------- | ------------ | ------------ |
| 2005 | Isztambul Park | Gary Paffett | AMG-Mercedes |

## Külső hivatkozások
- Hivatalos honlap (angolul)